# Hwangji-dong
Hwangji-dong (koreanska: 황지동) är en stadsdel i kommunen Taebaek i provinsen Gangwon i Sydkorea, 180 km öster om huvudstaden Seoul.